# Valico Sierra del Fiego
Il valico Sierra del Fiego è un valico (1.435 m) dell'Appennino Meridionale che costituisce convenzionalmente il punto più alto della strada statale 107 Silana Crotonese arteria che attraversa tutto l'altopiano della Sila, e che collega la Sila Grande con la valle del Crati.
Si trova in provincia di Cosenza, nel comune di San Pietro in Guarano, nei pressi del Parco nazionale della Sila.

## Toponomastica
Pur avendo un'assonanza latino-spagnola, il nome "Sierra del Fiego" trae origine dal dialetto calabrese. "Sierra" può avere una duplice traduzione: o in "sega", (in calabrese la sega viene comunemente chiamata "serra") come da alcuni autori riferito, oppure dall'ebraico ser che significa "montagna". Quest'ultima locuzione sarebbe la più attendibile visto che la Calabria oltre ad avere una costituzione montuosa quale quella delle Serre Calabresi, usa il termine ebraico anche per la toponomastica di altre località montuose (Serra della Castagna, Serra Ripollata, ecc.). Varie fonti citano, quale denominazione ufficiale, "Valico di Serra (non "Sierra") del Fiego".
"Fiego" non deriva dallo spagnolo "fuoco" ma potrebbe significare, o il più semplice e comune faggio (in calabrese "faggio" si dice fagu) oppure trae origine dal termine dialettale fegu che significa feudo o grande tenuta .
"Sierra del Fiego" significa dunque "montagna del Feudo" o "montagna del Faggio".

## Località
Il valico Sierra del Fiego si trova in prossimità di Fago del Soldato, località turistica del comune di Celico, e dista circa 5 km da Camigliatello Silano.